# Saint-Gein
Saint-Gein è un comune francese di 452 abitanti situato nel dipartimento delle Landes nella regione della Nuova Aquitania.

## Società

### Evoluzione demografica
Abitanti censiti